# Locus (cómics)
Locus es una villana ficticia de la raza mutante que aparece en los cómics estadounidenses publicados por la editorial Marvel Cómics, generalmente como un personaje de la franquicia X-Men. Fue presentada por primera vez como miembro del Frente de Liberación Mutante en el título del cómic X-Force bajo el liderazgo de Reignfire. Se la ha retratado de manera inconsistente y con una variedad de características étnicas, antes de su muerte.

## Historia de publicación
Locus apareció por primera vez en el número #27 de la serie de cómics X-Force, publicado en 1993. Fue creada por los historietistas Fabian Nicieza y Matt Broome.

## Biografía ficticia
Después de que el Frente de Liberación Mutante (MLF) fuera encarcelado por el gobierno de los Estados Unidos tras los eventos del crossover X-Cutioner's Song, un déspota tiránico llamado Reignfire decide reiniciar el MLF. Él saca a Forearm, Reaper, Wildside y Tempo de la prisión y les da su primera misión: matar a Henry Peter Gyrich. Con la incorporación de Locus (en este punto dibujada y coloreada como una mujer blanca con cabello rubio y una flecha blanca hacia abajo a veces pintada en su rostro) y Danielle Moonstar, el equipo es enviado en su camino, sin embargo su intento de asesinato es frustrado por X-Force. Cuando Locus intenta matar a Gyrich, Sunspot interviene y sucede algo inesperado: los poderes de los dos mutantes reaccionan y envían a la pareja a desaparecer a lugares desconocidos. Debido a la naturaleza de los poderes de Locus y la dilatada trayectoria de Sunspot con los Nuevos Mutantes y X-Force, la pareja podría estar prácticamente en cualquier lugar de la galaxia. Cable y el resto de X-Force intentaron buscar a Sunspot usando una versión modificada de Cerebro, pero no tuvieron suerte.
Después de seis meses de búsqueda, Locus aparece misteriosamente en la base de X-Force. Ella afirma haber estado en los confines más lejanos del espacio y se sorprendió de que sólo hubieran estado fuera seis meses, ya que parecía más tiempo. Incluso había tenido tiempo suficiente para aprender el idioma Kree. En este momento, Reignfire comienza a cazar a sus seguidores, eliminando primero a Wildside y Forearm. Todo se habría perdido si X-Force y Locus no se hubieran teletransportado para detener al psicópata.
En su última aparición, el MLF una vez más está intentando robar datos sobre el Virus Legado, esta vez de una institución gubernamental que está tratando de fabricar su propia cepa de la enfermedad. Se infiltran en el edificio y toman a los científicos como rehenes, pero, una vez más gracias a los esfuerzos de sabotaje de Moonstar, X-Force logra ingresar al edificio para intentar detenerlos. Durante la adquisición hostil, Wildside y Locus discuten y él le da una bofetada en la cara. Enfurecida, se teletransporta, sin saber que al hacerlo se ahorra algo de tiempo en prisión. Resulta que tres de los científicos se revelan como Centinelas Prime y comienzan a atacar. Los dos grupos unen sus recursos para intentar sobrevivir, pero solo X-Force, con Moonstar y Forearm a cuestas, logra escapar. Los miembros restantes del MLF son capturados por operativos de la Operación: Tolerancia Cero.
Cuando volvió a aparecer, la retrataron como una afroamericana que todavía trabajaba con Reignfire, que recientemente había vuelto a estar con vida y recobraba la conciencia. Intentan capturar a Sunspot, quien está visitando a su excompañera de equipo Skids en la universidad. En otro extraño giro del destino, los poderes de Locus interactúan negativamente con el campo de fuerza de Skids y las dos mujeres son transportadas al país balcánico de Latveria. Luego, la pareja es capturada por una antigua hechicera llamada Pandemonia, la autoproclamada Reina del Caos, que busca reclutar mutantes para su ejército personal. Sin embargo, X-Force, con la ayuda de la joven hechicera Jennifer Kale, logran derrotar a Pandemonia y rescatar a su aliada.
El momento final de Locus es cuando el renovado Programa Arma X comenzó a ponerse en marcha. El Programa tenía la intención de reclutar a Locus como una teletransportadora muy necesario, y envió al nuevo agente Washout y a Brent Jackson para hacerlo. Pero un Dientes de Sable enfurecido —que había robado los archivos del Arma X y escapado del Programa— había matado a la joven para fastidiarlos, y ellos llegaron para encontrar su cuerpo.

## Poderes y habilidades
Locus tiene la capacidad de teletransportarse a sí misma, a otras personas o a otros objetos con los que esté en contacto físico a cualquier lugar en el que ella o ellos hayan estado antes. Esto la hace diferente de otros teletransportadores como Nightcrawler, que puede teletransportarse a cualquier lugar dentro de un rango que pueda visualizar. Ella también tiene la capacidad de levitar. Tiene la capacidad de seleccionar partes de personas u objetos (por ejemplo, una mano o una cabeza) y teletransportarlos, dejando el resto atrás, a menudo con resultados mortales. También demostró el poder de disparar ráfagas de energía.

## En otros medios
- El 10 de enero de 2024 se filtró que Locus sería un personaje jugable en el videojuego Marvel Rivals, uniéndose al juego en Internet junto al Profesor X, Jia Jing, Paste Pot Pete y Coloso.[7][8]